# Mimi Walters
Mimi Walters, właśc. Marian E. Krogius Walters (ur. 14 maja 1962 w Pasadenie) – amerykańska polityk, członkini Partii Republikańskiej.

## Działalność polityczna
Od 1996 do 2004 była członkinią Rady Miasta, a w 2000 burmistrzynią miasta Laguna Niguel. Od 2005 do 2008 zasiadała w California State Assembly, a od 2008 w Senacie stanu Kalifornia. Następnie od 3 stycznia 2015 do 3 stycznia 2019 przez dwie kadencje była przedstawicielką 45. okręgu wyborczego w stanie Kalifornia w Izbie Reprezentantów Stanów Zjednoczonych.